# Andrew Davidson
Andrew Davidson (ur. 21 lipca 1969) – południowoafrykański zapaśnik walczący w obu stylach. Zajął jedenaste miejsce na mistrzostwach świata w 1998. Wicemistrz igrzysk afrykańskich w 1995 i trzeci w 1999. Mistrz Afryki w 1996, a drugi i trzeci w 1994. Brązowy medalista mistrzostw Wspólnoty Narodów w 2009 roku.